# Sjipkakerk
De Sjipkakerk (Bulgaars: Храм-паметникът „Рождество Христово“, Chram-pametnikŭt „Rozhdestvo Christovo“, "Gedachteniskerk Geboorte van Christus" of Шипченски манастир, Shiptsjenski manastir; Russisch: Храм-памятник Рождества Христова, Chram-pamjatnik Rozhdestva Christova) is een gedenkkerk in Bulgarije die gebouwd is ter ere van de overwinning in 1878 van het Russische leger, aangevuld met Bulgaarse opstandelingen, op het Ottomaanse Rijk, wat voor de Bulgaren ook het herwinnen van hun vrijheid betekende.
Het is gelegen in de buurt van de stad Sjipka, ten zuiden van (en onder) de Sjipkapas en het Sjipkamonument. De schittering van de goudkleurige koepels is van tientallen kilometers te zien.
De bouw is in 1896 begonnen en in 1902 afgerond. De Tsjechische architect A.I. Tomisko ontwierp de kerk in de stijl van de zeventiende-eeuwse Russische kerkarchitectuur met koepels, gewelven en goudkleurige versieringen. De toren is 50 meter hoog, en bevat 17 klokken, waarvan de zwaarste 12 ton weegt.
Onder de kerk bevindt zich een crypte met 17 stenen sarcofagen, waarin zich de as van de gevallen soldaten bevindt. In 34 marmeren platen zijn de namen van de Russische regimenten, alsook de gevallen Russen en Bulgaren gegraveerd.
Er is een permanente tentoonstelling van iconen, en er wordt Kerkslavische muziek gespeeld.

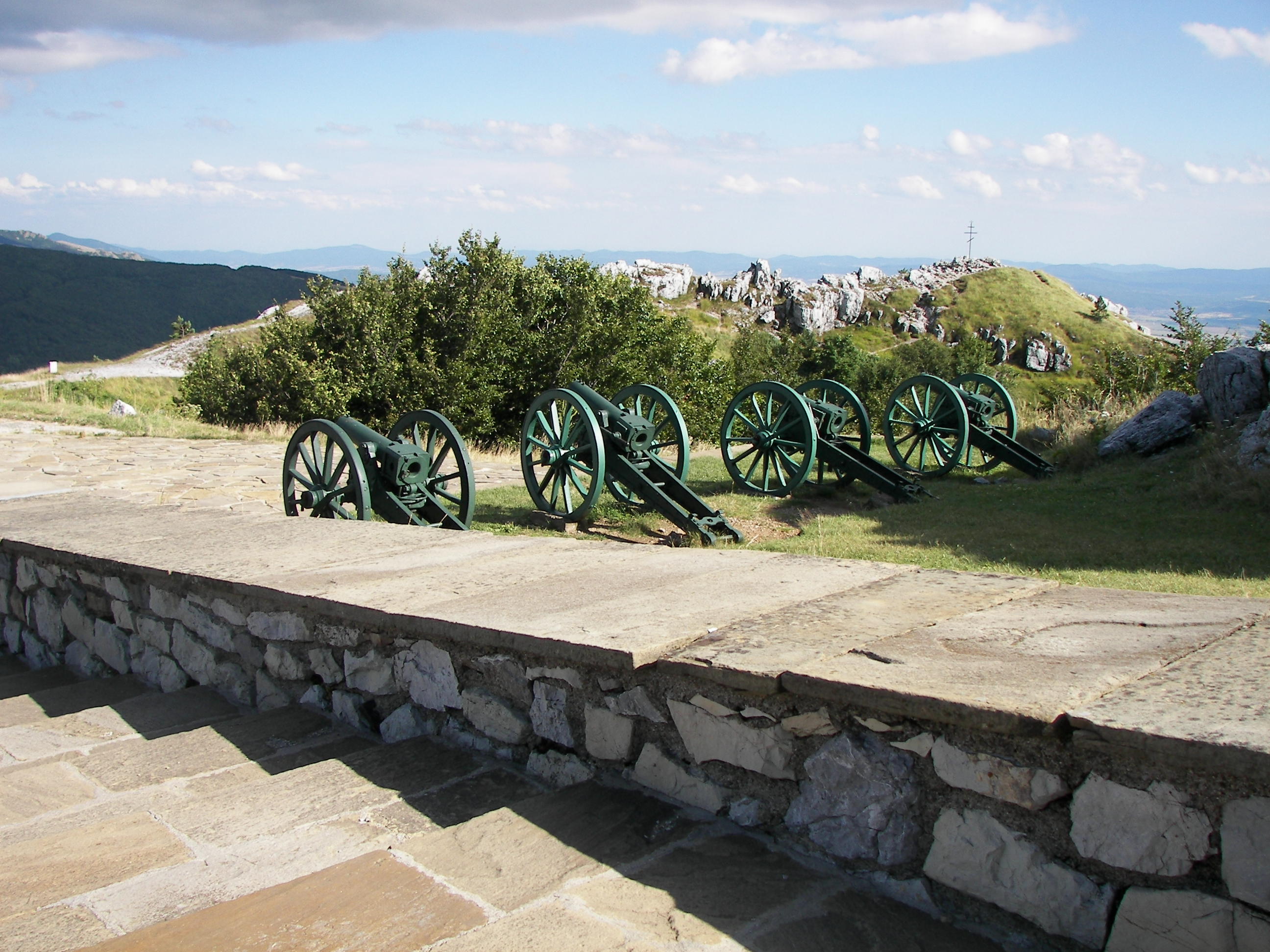
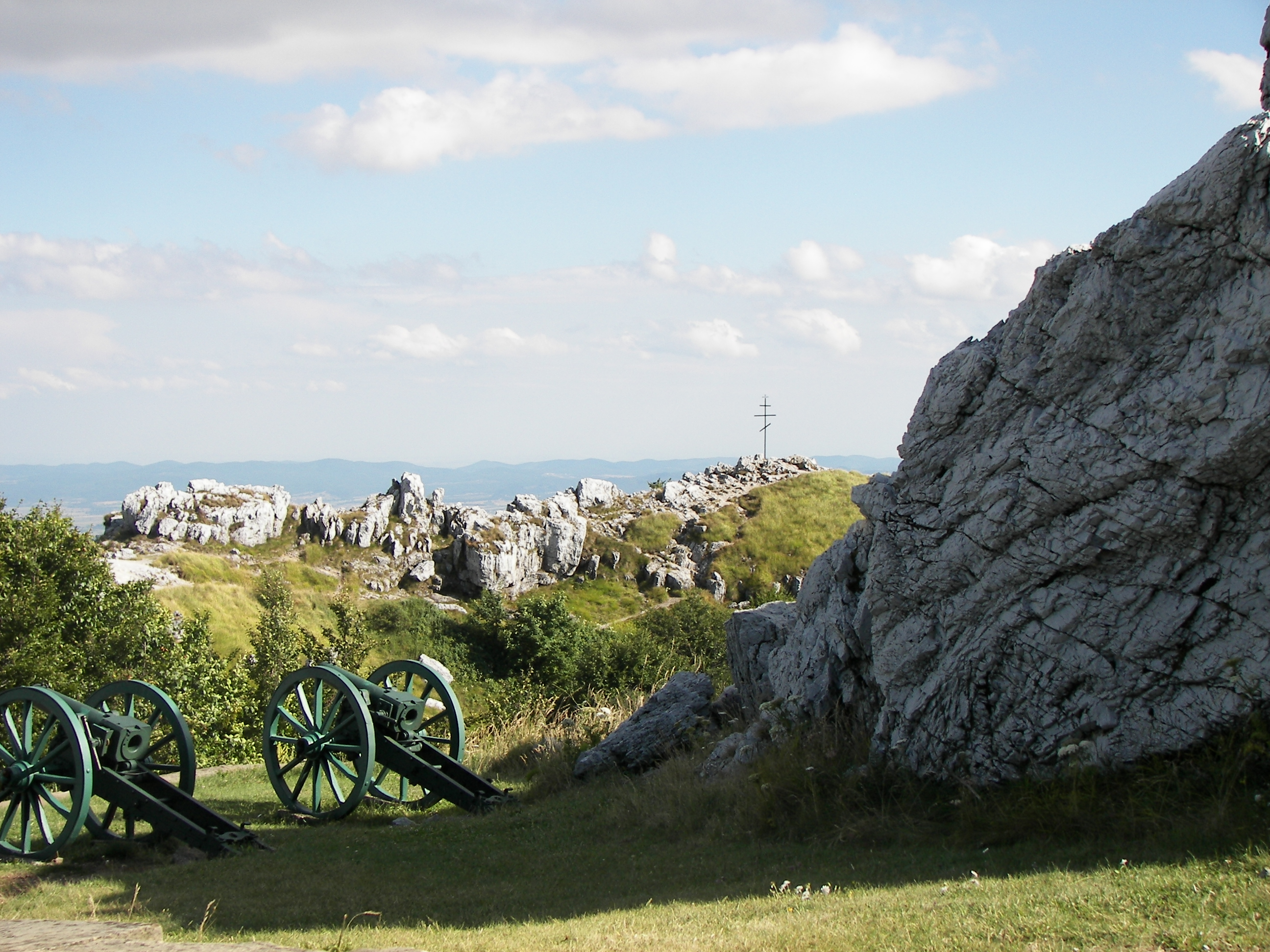
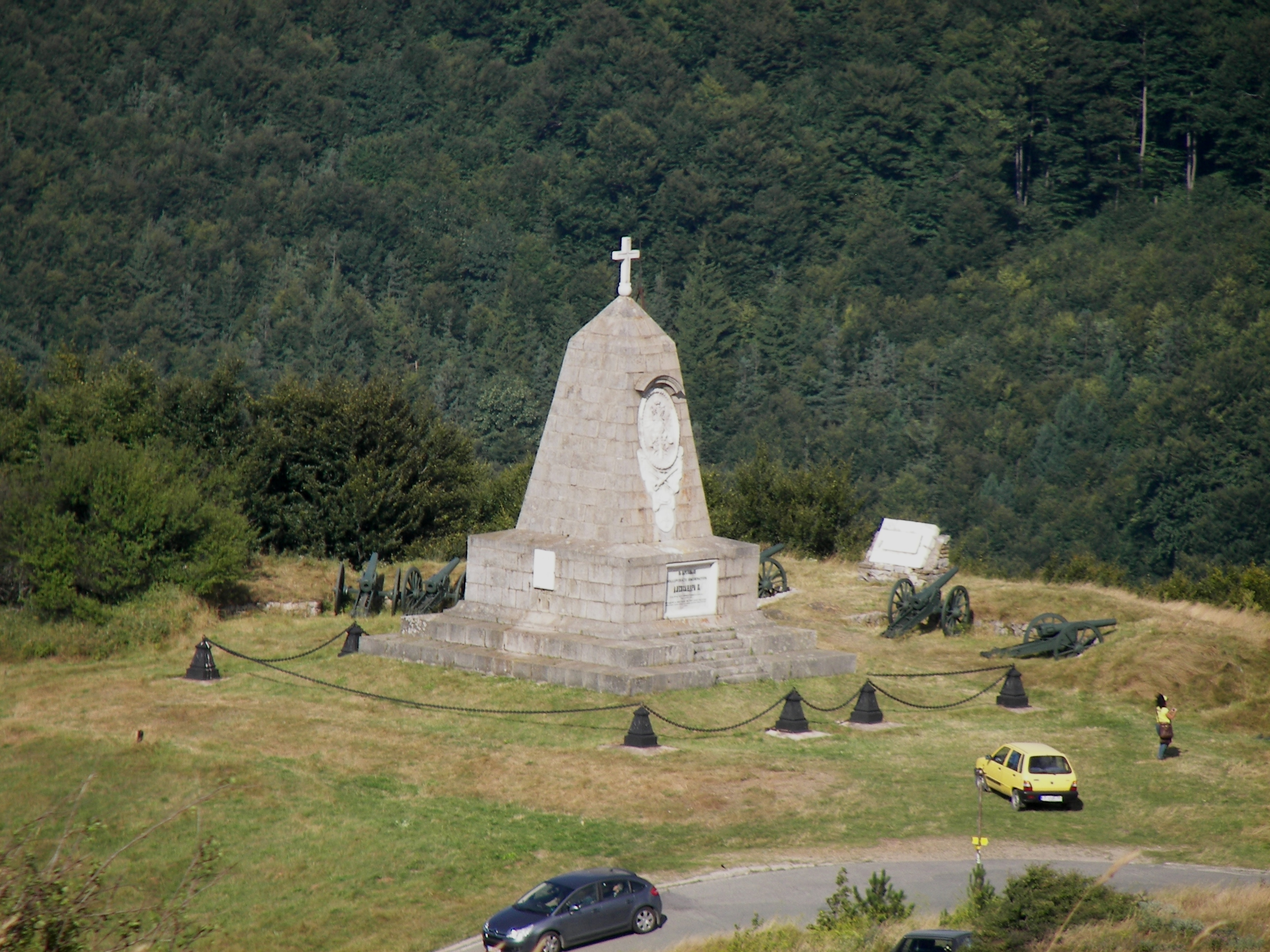
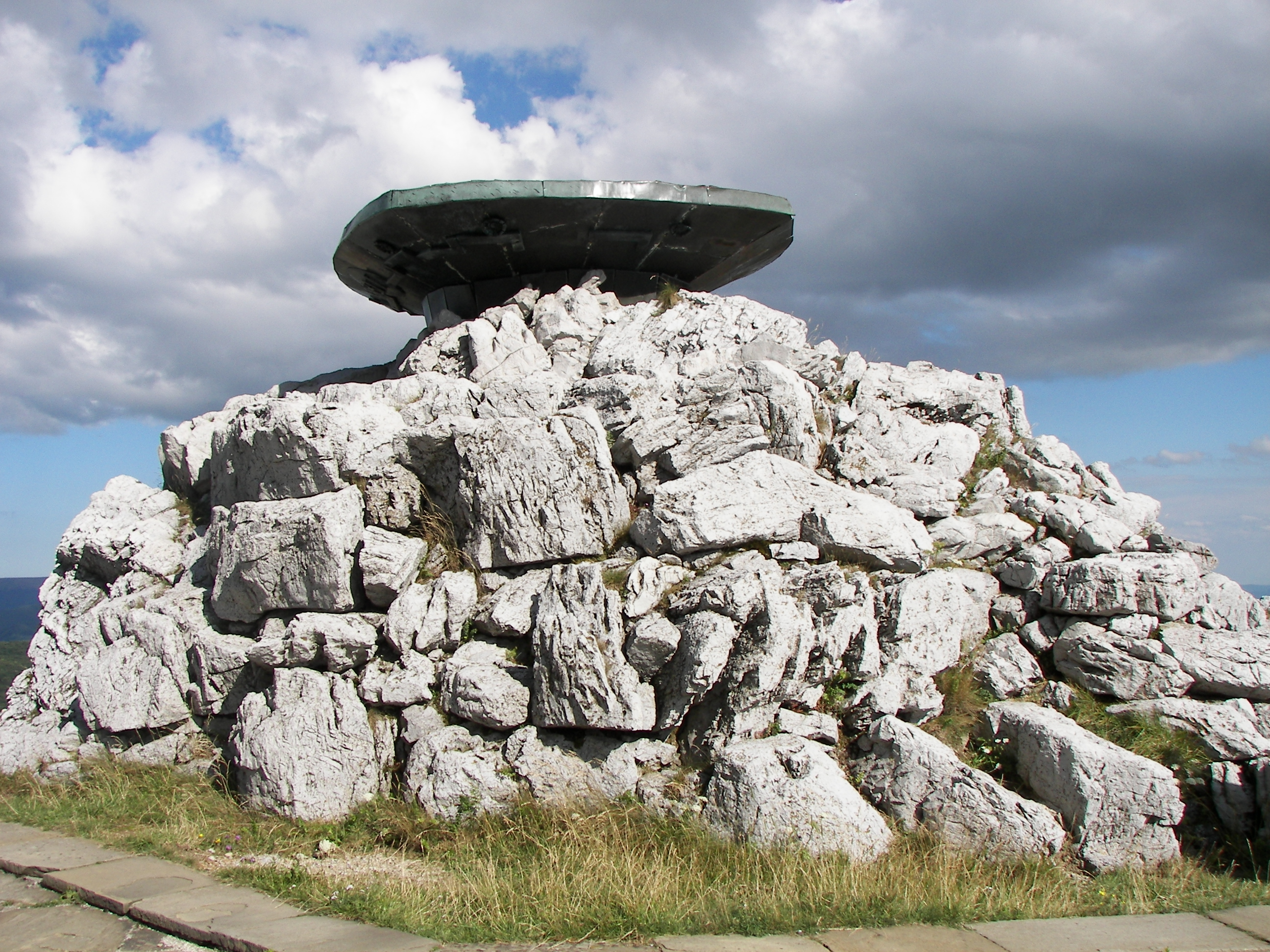
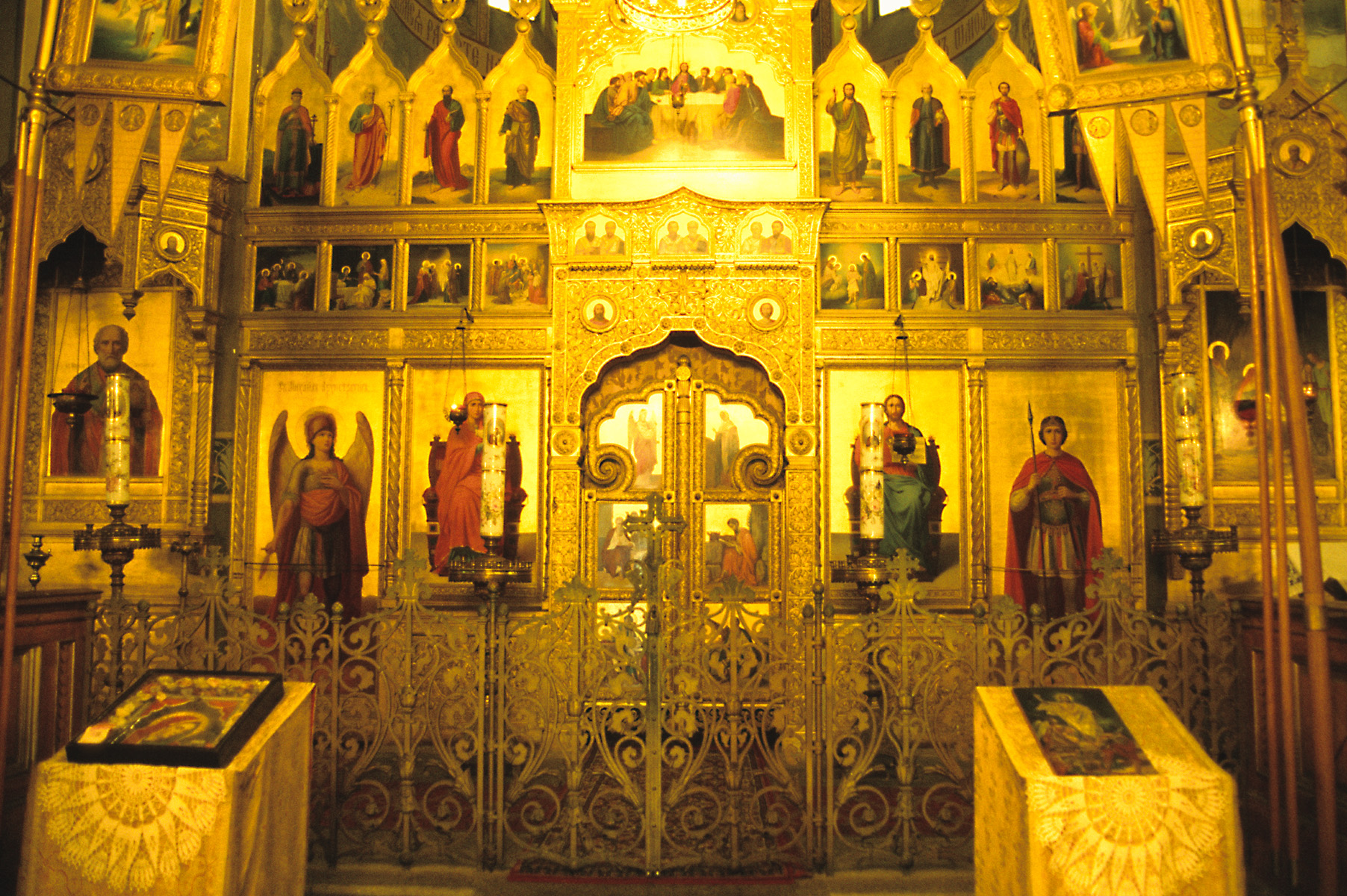
Het altaar
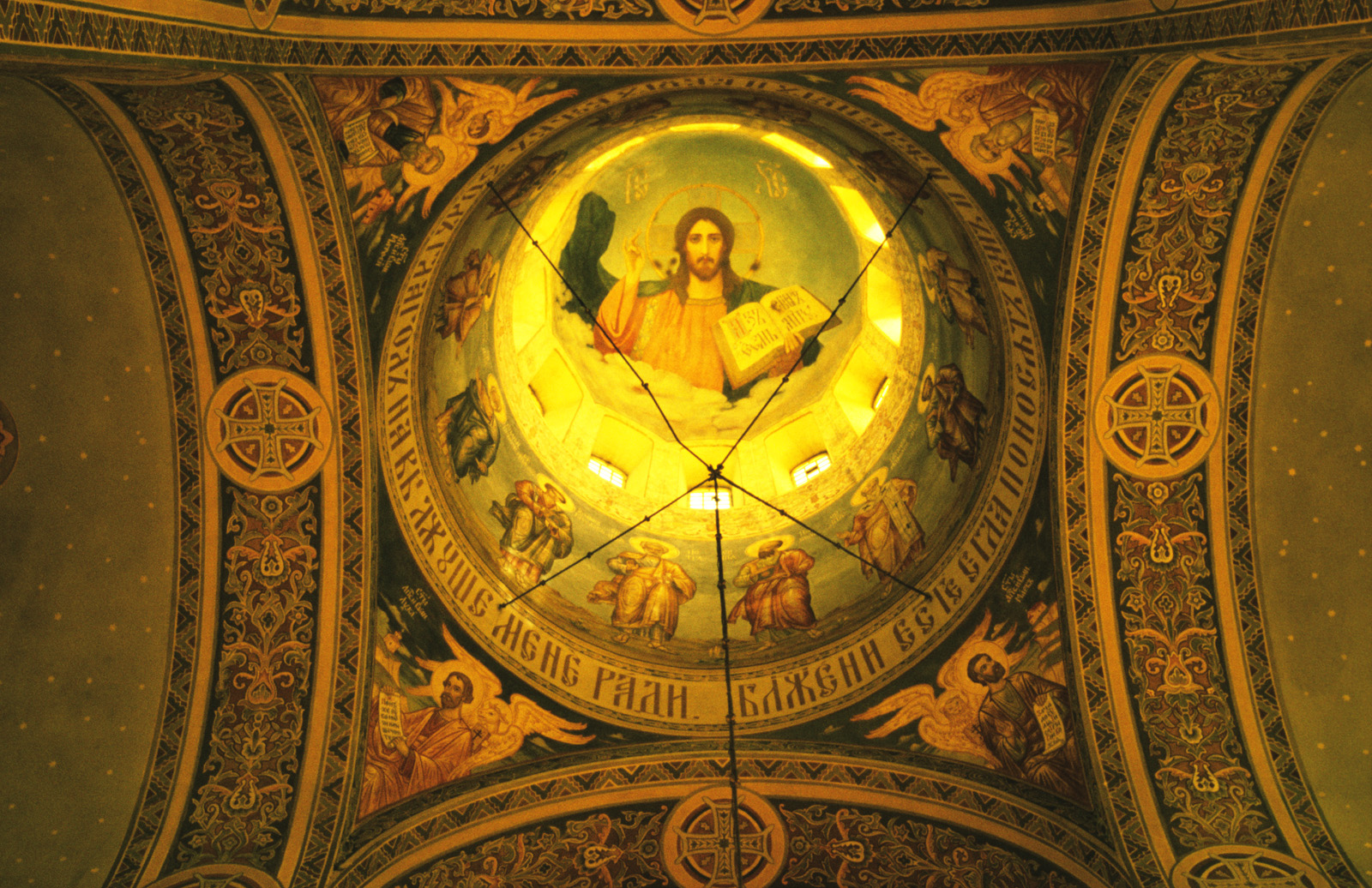
De koepel